# Krisztina spanyol infánsnő
Krisztina spanyol infánsnő, teljes nevén: Cristina Federica Victoria Antonia de la Santísima Trinidad de Borbón y de Grecia (Madrid, 1965. június 13. –) I. János Károly spanyol király és Zsófia spanyol királyné fiatalabb lánya. A spanyol trónöröklési sorban a hatodik helyen áll testvérének, VI. Fülöp spanyol király gyermekei, Leonóra és Zsófia, valamint nővére, Elena infánsnő és az ő gyermekei után.

## Élete

### Születése
Krisztina Madridban született és a Zarzuela Palotában, a királyi család rezidenciáján keresztelte meg a madridi érsek. A keresztszülei Alfonso Anjou és Cádiz hercege és Mária Krisztina spanyol infánsnő.

### Tanulmányai
A középiskolát a Colegio Santa María del Camino-ban végezte, majd 1989-ben diplomát szerzett az Universidad Complutense de Madridban politológia szakon. Posztgraduális tanulmányokat folytatott a New York Egyetemen, ahol 1990-ben nemzetközi kapcsolatok szakon szerzett mesterdiplomát. A UNESCO párizsi központjában végezte szakmai gyakorlatát.
Folyékonyan beszél spanyolul, katalánul, angolul és görögül.

### Házassága és gyermekei
1997. október 4-én Barcelonában feleségül ment Iñaki Urdangarín kézilabda játékoshoz, ez alkalomból I. János Károly spanyol király létrehozta a Palma de Mallorca Hercegnője címet, spanyol szokás szerint, Iñaki Urdangarín pedig megkapta a Palma de Mallorca Hercege címet. 2015. június 12-én azonban VI. Fülöp spanyol király megfosztotta testvérét és annak férjét a Palma de Mallorca Hercegnője és Hercege címtől a korrupciós botrányuk miatt.
A párnak négy gyereke van, mindegyikük Barcelonában született:
- Don Juan Urdangarín y de Borbón, 1999. szeptember 29-én született.
- Don Pablo Urdangarín y de Borbón, 2000. december 6-án született.
- Don Miguel Urdangarín y de Borbón, 2002. április 30-án született.
- Doña Irene Urdangarín y de Borbón, 2005. június 5-én született.

2009 és 2012 között a család Washingtonban élt, ahol férje a Telefónica cégnek dolgozott. 2013 augusztusában Krisztina négy gyermekükkel a svájci Genovába költözött, hogy a Caixa Alapítványnak dolgozzon, mialatt férje – aki ellen sikkasztási vizsgálat folyt – Barcelonában maradt.

### Tevékenységei Spanyolországban és külföldön
Rengeteg kulturális, tudományos és jóléti tevékenységet végzett Spanyolországban és külföldön is, különösen európai és latin-amerikai országokban.
A UNESCO Spanyol Bizottságának tiszteletbeli elnökeként kapcsolatokat tartott fenn nemzetközi szervezetekkel és rengeteg projektet támogatott, különösen az oktatás területén, illetve a természet és a művészeti örökség védelmével kapcsolatban. 2001 októberében őt jelölték ki az ENSZ Jószolgálati Nagykövetének a társadalom elöregedéséről szóló második Világkonferenciára.
Tagja a Dali Alapítvány Kuratóriumának. Számos jóléti szervezetet támogat és személyesen részt vesz a fogyatékos emberek számára létrehozott vitorlás kurzusokon. Ő az elnöke az International Foundation for Disabled Sailing-nek. 2001 óta szüleivel tagja a Bilderberg-csoportnak.

### Korrupciós nyomozás
2012 elején férje után nyomozást indítottak azzal a gyanúval, hogy csalással közpénzeket tulajdonított el a Nóos ügy kapcsán. 2013 áprilisában Krisztina spanyol infánsnőt a bíró hivatalosan is gyanúsítottként nevezte meg az ügy kapcsán. Tekintettel a közelgő tárgyalásra, Krisztina a gyerekeivel Genovába, Svájcba költözött 2013 nyarán. 2014. január 7-én a Spanyol Bíróság vádat emelt ellene adócsalás és pénzmosás miatt és elrendelte, hogy jelenjen meg a bíróságon. 2014. február 8-án a Majorcai Bíróságon tagadta, hogy bármit tudott volna férje ügyeiről.
Jose Castro spanyol bíró 2014. június 25-én vádat emelt Krisztina infánsnő ellen és felvázolta a lehetőséget, miszerint ha bűnösnek találják 11 év börtönbüntetésre is számíthat. A döntés ellen fellebbezést nyújtottak be. 2014 novemberében Palma de Mallorca Legfelsőbb Bírósága helyben hagyta az adócsalás elleni vádakat a hercegnővel szemben. Az ügyvédei állították, hogy a hercegnő teljes mértékben ártatlan. 2014. december 22-én a Baleár-szigetek Legfelsőbb Bírósága bejelentette, hogy Krisztina spanyol infánsnő és férje 15 társukkal együtt bíróság elé fog állni a következő évben.
2015. június 12-én VI. Fülöp spanyol király hivatalosan megfosztotta húgát a Palma de Mallorca hercegnője címtől, döntését előre bejelentette neki. A korrupciós ügyek sokat rontottak a spanyol királyi család népszerűségén országszerte és mindenütt a világon.

### Sport és részvétel az olimpiai játékokon
Sokat sportol, kedvence a vitorlázás. Számos nemzeti és nemzetközi eseményen vett részt, mint a spanyol olimpiai vitorlás csapat tagja. 1988-ban Szöulban ő vitte a nyitóünnepségen a zászlót.

## Címek, kitüntetések

### Címek
- 1965. június 13. – 1997. szeptember 26.: Ő királyi fensége Doña Krisztina spanyol infánsnő.
- 1997. szeptember 26. – 2015. június 11.: Ő királyi fensége Doña Krisztina spanyol infánsnő, Palma de Mallorca Hercegnője.[14]
- 2015. június 11. – jelenleg: Ő királyi fensége Doña Krisztina spanyol infánsnő.[15]

### Kitüntetések

#### Nemzeti kitüntetések
- Spanyolország: III. Károly rendjének lovagi nagykeresztje
- Spanyolország: Katolikus Izabella rendjének lovagi nagykeresztje